# Benzolhexol-triszkarbonát
A benzolhexol-triszkarbonát, másik nevén hexahidroxibenzol-triszkarbonát a benzolhexol és a szénsav hatszoros észtere: három szénsavmolekula alkot észtert a benzolhexol két-két hidroxilcsoportjával.
A szén egyik oxidja (C9O9). A vegyületet először C. Nallaiah írta le 1984-ben. 

## Fordítás
- Ez a szócikk részben vagy egészben  a   Hexahydroxybenzene triscarbonate című angol Wikipédia-szócikk fordításán alapul.  Az eredeti cikk szerkesztőit annak laptörténete sorolja fel. Ez a jelzés csupán a megfogalmazás eredetét és a szerzői jogokat jelzi, nem szolgál a cikkben szereplő információk forrásmegjelöléseként.